# Peter Denis
Peter Denis, né en 1713 et mort le 11 juin 1778, est un officier de la Royal Navy. Il prend part à la guerre de Succession d'Autriche et à la guerre de Sept Ans, s’élevant au rang de vice admiral of the Red. Il est également Member of Parliament de 1754 à 1768.

## Biographie

### Les jeunes années
Peter Denis est le fils d'un réfugié huguenot ; il entre au King's School (en) de Chester — Cheshire, Angleterre — et s'engage très jeune dans la Marine.
Il est cadet sur le HMS Centurion, alors sous les ordres de George Anson qui allait entreprendre son périple autour du monde en 1740.
Peter Denis devient lieutenant en 1739. Le 5 novembre 1741, dans les mers du Sud, il prend le commandement de 16 hommes à bord d'un cotre, à la poursuite d'un vaisseau espagnol. Il réussit son abordage et ramène sa prise en provenance de Guayaquil et en route pour Callao. Bien que le navire soit de peu de valeur, les informations collectées lors de sa capture sont déterminantes pour l'attaque de Paita quelques jours plus tard.
En 1745, Denis reçoit le commandement du vaisseau de 26 canons Greyhound (en). Peu après, il obtient le commandement temporaire du HMS Windsor (en) avec lequel il capture un corsaire français et reprend deux navires marchands britanniques.

### La guerre de Succession d'Autriche (1740 - 1748)
En 1747, il revient à bord du Centurion, cette fois-ci comme capitaine ; il prend alors part à la bataille du cap Finisterre en mai 1747, sous les ordres d'Anson, devenu amiral.
Celui-ci, alors que l'ennemi est identifié, ordonne la chasse, estimant que la flotte française va essayer de prendre la fuite et essayer de prendre le large à la faveur de la nuit tombante. Le Centurion rentre rapidement en action ; il attaque le dernier navire de l'arrière-garde française et menace deux autres vaisseaux plus importants, attendant que le gros de l'escadre anglaise arrive. Les faits d'armes de Denis lui valent l'honneur de rapporter la nouvelle de la victoire d'Anson en Angleterre ; Anson doit à cette victoire son entrée dans la pairie. Le lien entre Denis et Anson s'en trouve renforcé.

### La guerre de Sept Ans (1756 - 1763)
La carrière navale de Peter Denis se poursuit par l'obtention du commandement du HMS Namur qu'il mène durant le raid sur Rochefort en septembre 1757 dans l'escadre commandée par l'amiral Edward Hawke.
Le 29 avril 1758 (en), il est le capitaine du HMS Dorsetshire qui capture le navire français Le Raisonnable dans le Golfe de Gascogne.
Le Dorsetshire participe à la bataille des Cardinaux, avec Denis comme capitaine, le 20 novembre 1759.

### La carrière politique
En 1754, Peter Denis entre au Parlement, représentant la circonscription d'Hedon (en) dans le Yorkshire, fief d'Anson qui a le pouvoir d'en choisir les parlementaires.
Durant 14 ans Denis partage ce siège avec un autre officier de la Royal Navy, Charles Saunders, futur Premier lord de l'Amirauté.

### Les dernières années
En 1767, Peter Denis reçoit le titre de baronnet de St Mary's dans le comté de Kent, mais n'ayant laissé aucun héritier, le titre s'éteint à sa mort.
En 1771, il devient commandant en chef du Nore, basé sur la Medway, avec son pavillon à bord du HMS Trident (en), un vaisseau de 64 canons.
Il meurt en 1778, ayant atteint le grade de vice admiral of the Red.